# 호르헤 오테로
호르헤 오테로 보우사스(스페인어: Jorge Otero Bouzas, 1969년 1월 28일, 스페인 니그란 ~ )는 은퇴한 스페인의 축구 선수이다.

## 선수 경력
오테로는 1986년 셀타 비고의 리저브 팀인 셀타 비고 B에 들어갔다. 1987년 1군 팀에서 데뷔하였고, 주전으로서 활약하였다. 1994년 발렌시아 CF로 이적하였고, 1997년 레알 베티스로 이적하였다. 2001년 아틀레티코 마드리드로 이적하였고 2시즌을 뛴 후 세군다 디비시온의 엘체 CF로 이적하였다. 그곳에서 2시즌을 뛰고 2005년 은퇴하였다.
그는 스페인 축구 국가대표팀의 일원으로서 활약하기도 하였는데, 9경기에 출전하였다. 1994년 FIFA 월드컵과 유로 1996에 출전하기도 하였다.